# П'єр Гаспар Шометт
П'єр Гаспар Шометт (фр. Pierre Gaspard Chaumette), він же Анаксагор Шометт (фр. Anaxagoras Chaumette; 24 травня 1763, Невер — 13 квітня 1794) — французький політичний діяч епохи Великої французької революції; прокурор-синдик (procureur-syndic) Паризької комуни 1792 року, один із засновників «культу розуму».

## Біографія
Спершу служив юнгою на кораблі, потім був писарем у Парижі.
Під час революції він взяв участь у революційній пресі («Révolutions de Paris») і грав певну роль у клубі кордельєрів.
Після 10 серпня 1792 року Шометт був членом і генеральним прокурором Паризької комуни. Разом зі своїм заступником Жак-Рене Ебером був одним з лідерів руху паризьких санкюлотів. Обіймаючи ці посади, вони обидва зіграли важливу роль в організації вересневих вбивств. Належав до табору найбільш крайніх прихильників терору.
Заснування революційних трибуналів, переслідування жирондистів, введення «культу Розуму», закону про підозрілих — у всьому цьому Шометт був або одним з ініціаторів, або принаймні одним з видних прихильників. З ненависті до старого порядку і релігії він знищив багато творів мистецтва, що зберігалися у старих церквах. В рамках дехристиянізації він відмовився від своїх католицьких імен і, за тодішньою модою на античні імена, називався Анаксагором, — на честь давньогрецького філософа, піддався гонінням за атеїстичні судження.
З іншого боку, Шометт був активним соціальним реформатором, і у нього є деякі заслуги в цій галузі: він виступав за скасування тілесних покарань у школах, за поширення грамотності тощо. Він вимагав, щоб всі республіканці не насмілювалися носити інших черевиків, крім дерев'яних, не сміли їсти вишукану та дорогу їжу. Робесп'єр і Дантон були для нього, як і для Ебера, дуже помірними, і він вів з ними боротьбу. Коли ебертисти були віддані під суд, то Шометт був замішаний у їх процесі та гільйотинований 13 квітня 1794 року.